# Пашаєв Павло Вагіфович
Павло́ Вагі́фович Паша́єв (азерб. Pavel Vaqif oğlu Paşayev; нар. 4 січня 1988, Красний Луч, Ворошиловградська область) — український і азербайджанський футболіст, правий захисник. Брат-близнюк загиблого футболіста Максима Пашаєва.

## Клубна кар'єра
Вихованець клубу «Атлант» (Кременчук). Перший тренер — Сергій Мурадян.
Павло перейшов з «Атланта» до школи «Дніпра» 2004 року разом з талановитими однолітками: рідним братом Максимом Пашаєвим та Дмитром Льопою.
До літа 2008 року виступав за дублюючий склад «Дніпра», після чого першу половину сезону 2008/09 провів у оренді в криворізькому «Кривбасі». 10 вересня 2008 року Павло дебютував у Прем'єр-лізі в матчі проти «Таврії», провівши на полі весь матч. Всього за криворізький клуб Пашаєв провів 10 ігор у Прем'єр-лізі, після чого на початку 2009 року повернувся у Дніпропетровськ і другу половину сезону провів у дублюючому складі «Дніпра».
З початку сезону 2009/10 став основним гравцем «дніпрян», зігравши за сезон у 22 матчах чемпіонату. Проте після того як 1 жовтня 2010 року Хуанде Рамос став головним тренером дніпропетровського «Дніпра», Пашаєв втратив місце в команді і за наступні два сезони зіграв лише два матчі в чемпіонаті.
Влітку 2012 року на правах оренди знову був відданий в криворізький «Кривбас», де відразу став основним гравцем команди, провівши за сезон 24 матчі в чемпіонаті.
У липні 2013 року на правах оренди перейшов у львівські «Карпати», де провів весь наступний сезон, зігравши в 23 матчах чемпіонату і одному в кубку.
У кінці червня 2014 року разом з іншим гравцем «Карпат» Дмитром Льопою перейшов у запорізький «Металург», підписавши однорічний контракт.
1 лютого 2016 року став гравцем «Габали», підписавши контракт на півроку. Наприкінці червня того ж року перейшов до складу кам'янської «Сталі», де провів наступний сезон.
17 липня 2017 року підписав контракт з «Олександрією».

## Збірна України
Виступав за юнацькі збірні України різних вікових категорій.
7 жовтня 2006 року разом з братом-близнюком дебютував в іграх за молодіжну збірну України у домашньому матчі проти молодіжної збірної Білорусі у Києві (3:0). Всього до 2011 року провів за «молодіжку» 18 матчів.
10 лютого 2009 року дебютував у національній збірній України, вийшовши на поле в перерві замість Віталія Мандзюка в матчі проти збірної Словаччини (3:2) на товариському турнірі на Кіпрі. Наступного дня Павло вийшов у стартовому складі фінального матчу проти збірної Сербії (1:0) і допоміг збірній тріумфувати на турнірі. Після того футболіст жодного разу не отримував виклики до складу збірної.

## Збірна Азербайджану
2015 року отримав дозвіл від ФІФА виступати за національну збірну Азербайджану, оскільки за Україну грав лише в товариських матчах. 17 листопада 2015 року дебютував у складі збірної Азербайджану в домашній товариській грі проти Молдови, вийшовши у стартовому складі.